# Lansac (Hautes-Pyrénées)
Lansac település Franciaországban, Hautes-Pyrénées megyében. Lakosainak száma 181 fő (2022. január 1.). Lansac Laslades, Barbazan-Debat, Lespouey és Sinzos községekkel határos.

## Népesség
A település népességének változása:
| Lakosok száma | 162  | 172  | 181  | 177  | 178  | 180  | 181  | 181  | 181  |
|               | 2013 | 2015 | 2016 | 2017 | 2018 | 2019 | 2020 | 2021 | 2022 |